# Ruská Amerika
Ruská Amerika (rusky Русская Америка, Russkaja Amerika) bylo koloniální území Ruského impéria v Severní Americe v letech 1799 až 1867 převážně v oblasti poloostrova Aljašky. Dnes je toto území rozděleno mezi tři státy USA, tj. Aljaška, Kalifornie a Havaj (kde se nacházely dva ruské přístavy). Hlavním městem bylo Novo-Arkhangelsk, které dnes nese název Sitka.
První evropské osady zakládali Rusové na konci 18. století. Navzdory několika španělským expedicím do oblasti se region stal součástí Ruska. Jméno Aljaška pochází z této doby (ruský název „Аляска“) pro celý poloostrov byl pravděpodobně odvozen z aleutského výrazu označujícího oblast Aljašky. 
Celé území odkoupily od Ruska v roce 1867 Spojené státy, které zde zřídily v roce 1912 teritorium, jež existovalo téměř 50 let. Aljaška se 3. ledna 1959 stala 49. státem USA.